# Merremia

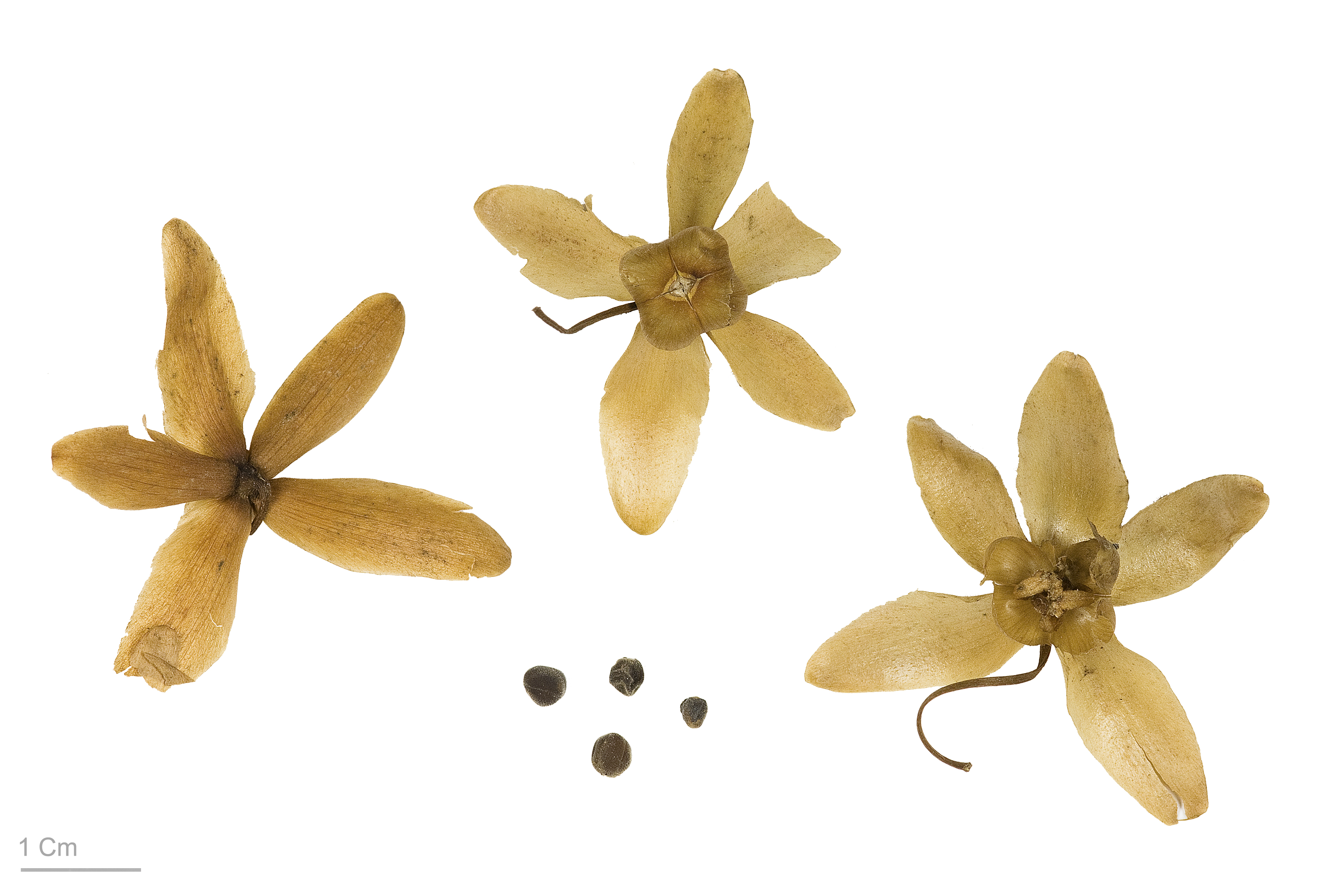
Merremia aegyptia - MHNT

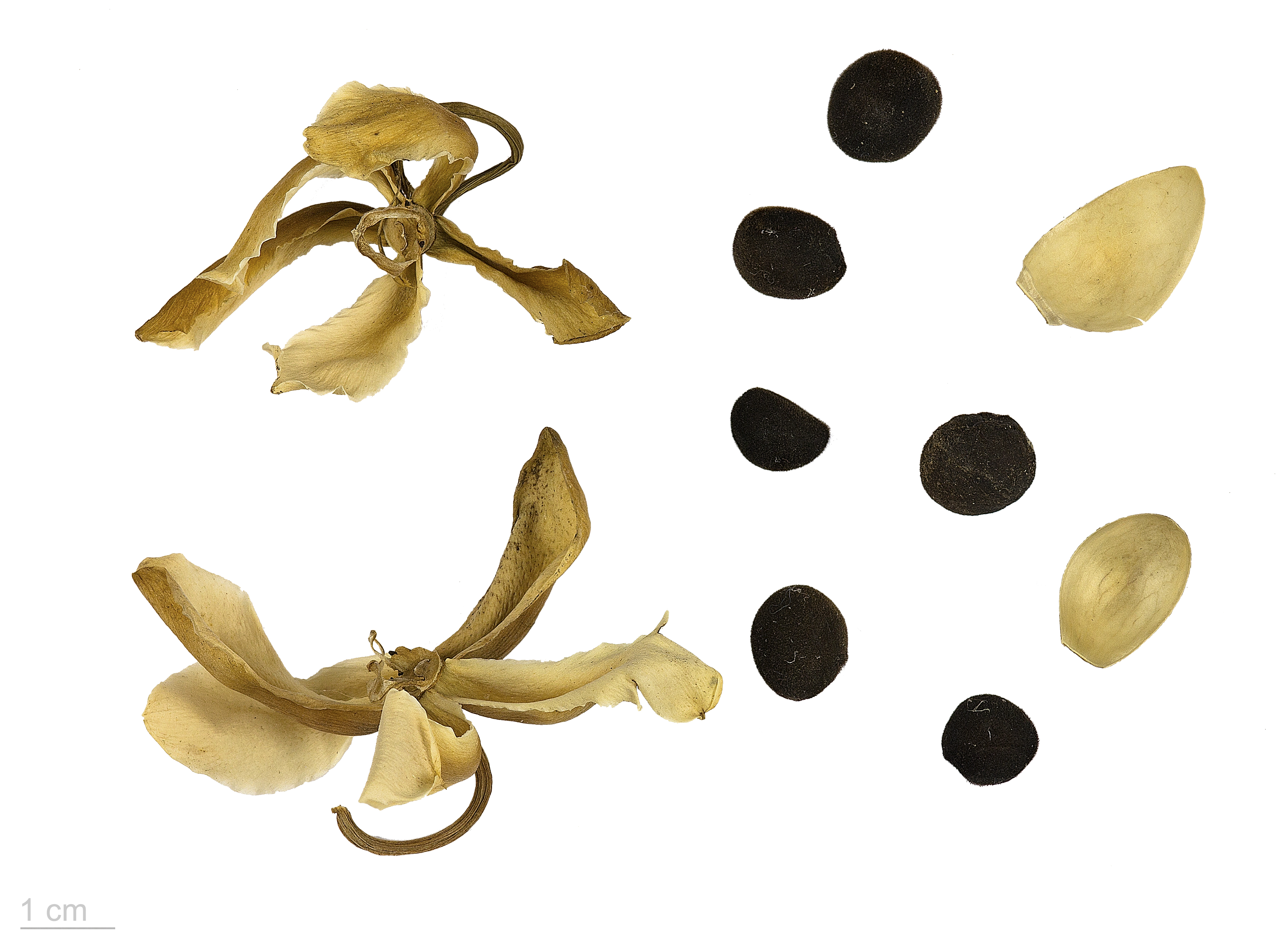
Merremia aurea - MHNT

Merremia é um género botânico pertencente à família Convolvulaceae.